# AEW Dynasty
AEW Dynasty es un evento anual de lucha libre profesional de pago por visión (PPV) producido por la empresa estadounidense All Elite Wrestling. Desde su creación en 2024, el evento se celebra anualmente en el mes de abril.

## Fechas y lugares
| Evento         | Fecha               | Lugar            | Estadio                 | Evento principal                 |
| -------------- | ------------------- | ---------------- | ----------------------- | -------------------------------- |
| Dynasty (2024) | 21 de abril de 2024 | Chaifetz Arena   | San Luis, Misuri        | Samoa Joe vs. Swerve Strickland  |
| Dynasty (2025) | 6 de abril de 2025  | Liacouras Center | Filadelfia, Pensilvania | Jon Moxley vs. Swerve Strickland |

## Producción
El 23 de febrero de 2024, se informó de que All Elite Wrestling (AEW) había solicitado la marca registrada del nombre "Dynasty". En Revolution, el 3 de marzo, AEW anunció que celebraría un evento de pago por visión (PPV) titulado Dynasty el 21 de abril de 2024 en el Chaifetz Arena de San Luis, Misuri, lo que supondría el primer evento PPV de AEW celebrado en Misuri. El evento Full Gear de 2021 estaba programado originalmente para el mismo lugar y habría sido el primer evento PPV de AEW en Misuri; sin embargo, fue reubicado y reprogramado para evitar la contraprogramación con otros eventos deportivos que se celebraban en ese momento.

## Eventos

### 2024
Dynasty 2024 tuvo lugar el 21 de abril de 2024 desde el Chaifetz Arena en San Luis, Misuri, siendo el primer evento PPV de AEW celebrado en dicho estado.

#### Antecedentes
Desde mediados de 2022 hasta 2023, el pilar de New Japan Pro-Wrestling (NJPW) Will Ospreay había aparecido en la programación de AEW como resultado de una relación de trabajo entre las dos empresas. Ospreay apareció entonces en Full Gear en noviembre de 2023 y firmó un contrato para unirse a AEW, pero no se unió oficialmente al roster hasta febrero de 2024 después de que se cumplieran sus obligaciones con NJPW Tras la lucha de Ospreay en el episodio del 6 de marzo de Dynamite, se enfrentó a Bryan Danielson.  Los dos se enfrentaron de nuevo en el episodio del 9 de marzo de Collision, donde Danielson lanzó un desafío en Dynasty para demostrar quién de ellos era el mejor, y el combate se hizo oficial más tarde
Tras la lucha de retiro de Sting en Revolution, éste y su compañero Darby Allin dejaron vacante el Campeonato Mundial en Parejas de AEW. Durante la rueda de prensa posterior al evento, el presidente de AEW, Tony Khan, anunció que se celebraría un torneo para determinar los nuevos campeones. En el episodio del 15 de marzo de Rampage, se reveló el cuadro del torneo, que comenzó la noche siguiente en Collision.
A finales de 2023, la antigua compañera de equipo de Willow Nightingale, Skye Blue, traicionó a Nightingale y se alió con la Campeona TBS de AEW, Julia Hart. A principios de 2024, Nightingale y su nueva compañera de equipo, Kris Statlander, también antigua campeona TBS, se enfrentaron a Hart y Blue en Revolution: Zero Hour y en un Street Fight el 20 de marzo en Rampage. El 27 de marzo en Dynamite, Nightingale ganó un combate a contra Statlander, Blue y Anna Jay para disputarle a Hart el Campeonato TBS en Dynasty
En Revolution, Swerve Strickland compitió en un Triple Threat Match por el Campeonato Mundial de AEW, donde Samoa Joe retuvo el título al forzar la sumisión del tercer participante del combate «Hangman» Adam Page. Strickland acumuló entonces victorias a lo largo de marzo para mantener su posición en la clasificación de aspirantes al título. En el episodio del 27 de marzo de Dynamite, Strickland se enfrentó a Konosuke Takeshita para determinar el aspirante número uno al campeonato; tras su victoria, se programó un combate por el título con Joe en Dynasty.
Durante los primeros meses de 2024, Mark Briscoe se enzarzó en una disputa con The House of Black (Malakai Black, Brody King y Buddy Matthews), que incluyó la interferencia en el combate por el Campeonato Mundial en Parejas de AEW de House of Black. Al mismo tiempo, también estaba involucrado en una rivalidad amistosa con Eddie Kingston por el Campeonato Mundial de ROH de este último. Después de que House of Black atacara al Campeón TNT de AEW Adam Copeland durante el episodio del 30 de marzo de Collision, Briscoe y Kingston salieron en apoyo de Copeland, lo que llevó a los tres hombres a desafiar a House of Black a un combate de tríos en Dynasty, que más tarde se hizo oficial.

#### Resultados
- Zero Hour: Trent Beretta derrotó a Matt Sydal (8:00).
  - Beretta forzó a Sydal a rendirse con un «Triangle Choke».
- Zero Hour: Orange Cassidy & Katsuyori Shibata derrotaron a Shane Taylor Promotions (Shane Taylor & Lee Moriarty) (12:40).
  - Cassidy cubrió a Moriarty después de un «Orange Punch».
- Zero Hour: The Bang Bang Gang (Jay White, Austin Gunn & Colten Gunn) derrotó a The Acclaimed (Anthony Bowens, Max Caster & Billy «Daddy Ass»), retuvo el Campeonato Mundial en Parejas de Seis Hombres de ROH y ganó el Campeonato Mundial de Tríos de AEW (14:45).
  - White cubrió a Billy después de un «Blade Runner».
- Kazuchika Okada derrotó a PAC y retuvo el Campeonato Continental de AEW (21:55).
  - Okada cubrió a PAC después de un «Rainmaker».
- House of Black (Malakai Black, Brody King & Buddy Matthews) derrotó a Adam Copeland, Eddie Kingston & Mark Briscoe (17:45).
  - Black cubrió a Copeland después de un «Black Mass».
- Willow Nightingale derrotó a Julia Hart y ganó el Campeonato TBS de AEW (6:00).
  - Nightingale cubrió a Hart después de un «Doctor Boom».
  - Después de la lucha, Mercedes Moné confrontó a Nightingale.
- Roderick Strong derrotó a Kyle O'Reilly y retuvo el Campeonato Internacional de AEW (17:20).
  - Strong cubrió a O'Reilly después de un «End of Heartache».
  - Durante la lucha, Wardlow interfirió a favor de Strong.
- Chris Jericho derrotó a Hook y ganó el Campeonato FTW (16:35).
  - Jericho cubrió a Hook después de atacarlo con un bate.
- «Timeless» Toni Storm (con Luther & Mariah May) derrotó a Thunder Rosa y retuvo el Campeonato Mundial Femenino de AEW (15:10).
  - Storm cubrió a Rosa después de un «Storm Zero».
  - Durante la lucha, Luther y May interfirieron a favor de Storm, mientras que Deonna Purrazzo lo hizo a favor de Rosa.
- Will Ospreay derrotó a Bryan Danielson (32:40).
  - Ospreay cubrió a Danielson después de un «Hidden Blade».
  - Esta lucha fue calificada con 6.5 estrellas por el periodista Dave Meltzer, convirtiéndose así en la lucha mejor evaluada en la historia de AEW por el Wrestling Observer.
- The Young Bucks (Matthew Jackson & Nicholas Jackson) derrotaron a FTR (Cash Wheeler & Dax Harwood) en un Ladder Match y ganaron el vacante Campeonato Mundial en Parejas de AEW (21:35).
  - Nicholas descolgó los títulos para ganar la lucha.
  - Durante la lucha, Jack Perry hizo su regreso e interfirió a favor de The Young Bucks.
- Swerve Strickland (con Prince Nana) derrotó a Samoa Joe y ganó el Campeonato Mundial de AEW (18:00).
  - Strickland cubrió a Joe después de un «Swerve Stomp».

### 2025
Dynasty 2025 tuvo lugar el 6 de abril de 2025 desde el Liacouras Center en Filadelfia, Pensilvania, siendo el primer evento PPV de AEW celebrado en dicho estado.

#### Resultados
- Zero Hour: Nick Wayne & CRU (Action Andretti & Lio Rush) (con Shayna Wayne) derrotaron a AR Fox & Top Flight (Dante Martin & Darius Martin) (con Leila Grey) (11:15).
  - Nick cubrió a Fox después de un «Wayne's World».
  - Durante la lucha, Shayna interfirió a favor de Nick & CRU, mientras que Grey lo hizo a favor de Fox & Top Flight.
- Zero Hour: Anthony Bowens (con Billy «Daddy Ass») derrotó a Max Caster (0:40).
  - Bowens cubrió a Caster después de un «Discus Elbow Strike».
- Will Ospreay derrotó a Kevin Knight y avanzó a las semifinales del Men's Owen Hart Cup (13:50).
  - Ospreay cubrió a Knight después de un «Hidden Blade».
- The Hurt Syndicate (Bobby Lashley & Shelton Benjamin) (con MVP) derrotó a The Learning Tree (Big Bill & Bryan Keith) y retuvo el Campeonato Mundial en Parejas de AEW (11:00).
  - Lashley cubrió a Keith después de un «Spear».
  - Durante la lucha, MJF interfirió a favor de The Hurt Syndicate.
- Mercedes Moné derrotó a Julia Hart y avanzó a las semifinales del Women's Owen Hart Cup (13:00).
  - Moné cubrió a Hart con un «Roll-Up».
  - El Campeonato TBS de AEW, el Campeonato Femenino de STRONG y el Campeonato Británico Femenino de Moné no estuvieron en juego.
- Death Riders (PAC, Claudio Castagnoli & Wheeler Yuta) derrotaron a Rated FTR (Cope, Cash Wheeler & Dax Harwood) y retuvieron el Campeonato Mundial de Tríos de AEW (14:45). 
  - Yuta cubrió a Harwood después de un «Seatbelt».
  - Después de la lucha, Wheeler y Harwood atacaron y traicionaron a Cope cambiando a heel.
- «Timeless» Toni Storm (con Luther) derrotó a Megan Bayne (con Penelope Ford) y retuvo el Campeonato Mundial Femenino de AEW (15:25).
  - Storm cubrió a Bayne después de revertir un «Fate's Descent» con un «Roll-Up».
- Kyle Fletcher (con Don Callis) derrotó a Mark Briscoe y avanzó a las semifinales del Men's Owen Hart Cup (16:15).
  - Fletcher cubrió a Briscoe después de un «Top Rope Brainbuster».
- Bandido derrotó a Chris Jericho en un Title vs. Mask Match y ganó el Campeonato Mundial de ROH (18:15).
  - Bandido cubrió a Jericho después de un «21Plex».
  - Originalmente, Jericho había derrotado a Bandido después de golpearlo con un bate, pero la árbitro reinició la lucha.
  - Durante la lucha, Bryan Keith interfirió a favor de Jericho, mientras que Gravity lo hizo a favor de Bandido.
- Adam Cole derrotó a Daniel Garcia y ganó el Campeonato TNT de AEW (15:35).
  - Cole cubrió a Garcia después de un «The Boom».
- Kenny Omega derrotó a Ricochet y Mike Bailey y retuvo el Campeonato Internacional de AEW (31:00).
  - Omega cubrió a Ricochet después de un «One Winged Angel».
  - Después de la lucha, Kazuchika Okada confrontó a Omega.
- Jon Moxley (con Marina Shafir) derrotó a Swerve Strickland (con Prince Nana) y retuvo el Campeonato Mundial de AEW (31:35).
  - Moxley cubrió a Strickland después de un «EVP Trigger» de The Young Bucks quienes hicieron su regreso.
  - Durante la lucha, Death Riders (Shafir, PAC, Claudio Castagnoli & Wheeler Yuta) interfirieron a favor de Moxley, mientras que Nana, «Hangman» Adam Page y The Opps (Samoa Joe, Katsuyori Shibata & Hook) lo hicieron a favor de Strickland.